# Капельдинер

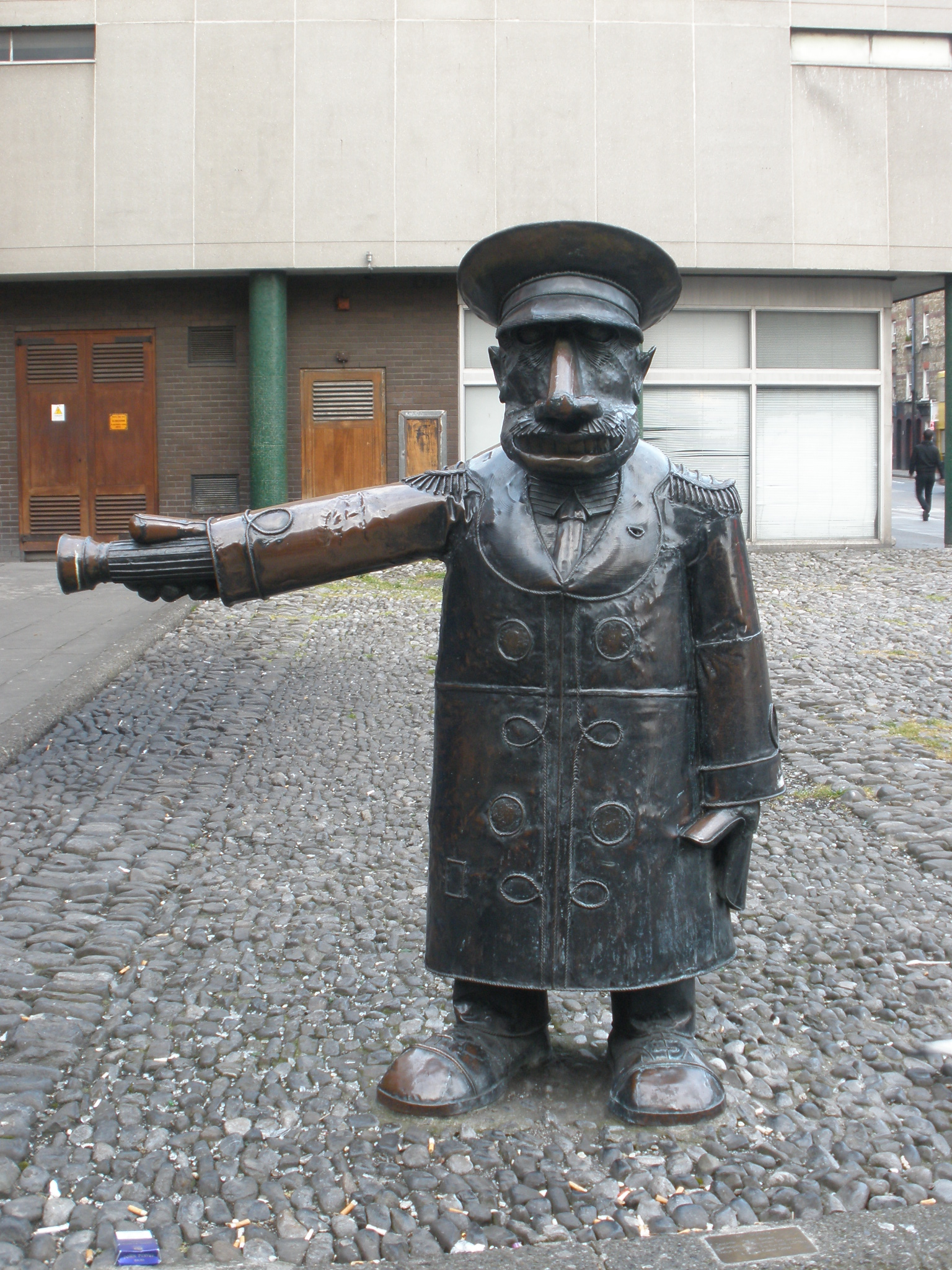
Памятник капельдинеру в Дублине

Капельди́нер (нем. Kapelldiener — «служащий капеллы», также контролёр-билетёр и просто билетёр) — рабочий в театре, кинотеатре или концертном зале. Обязанности билетёра включают: запуск зрителей в фойе или в зрительный зал, проверку билетов при входе, помощь зрителям в  поиске места, ответы на вопросы посетителей. В прошлом также должность помощника руководителя оркестра, который занимался хозяйственными и техническими делами.

## Роль капельдинера

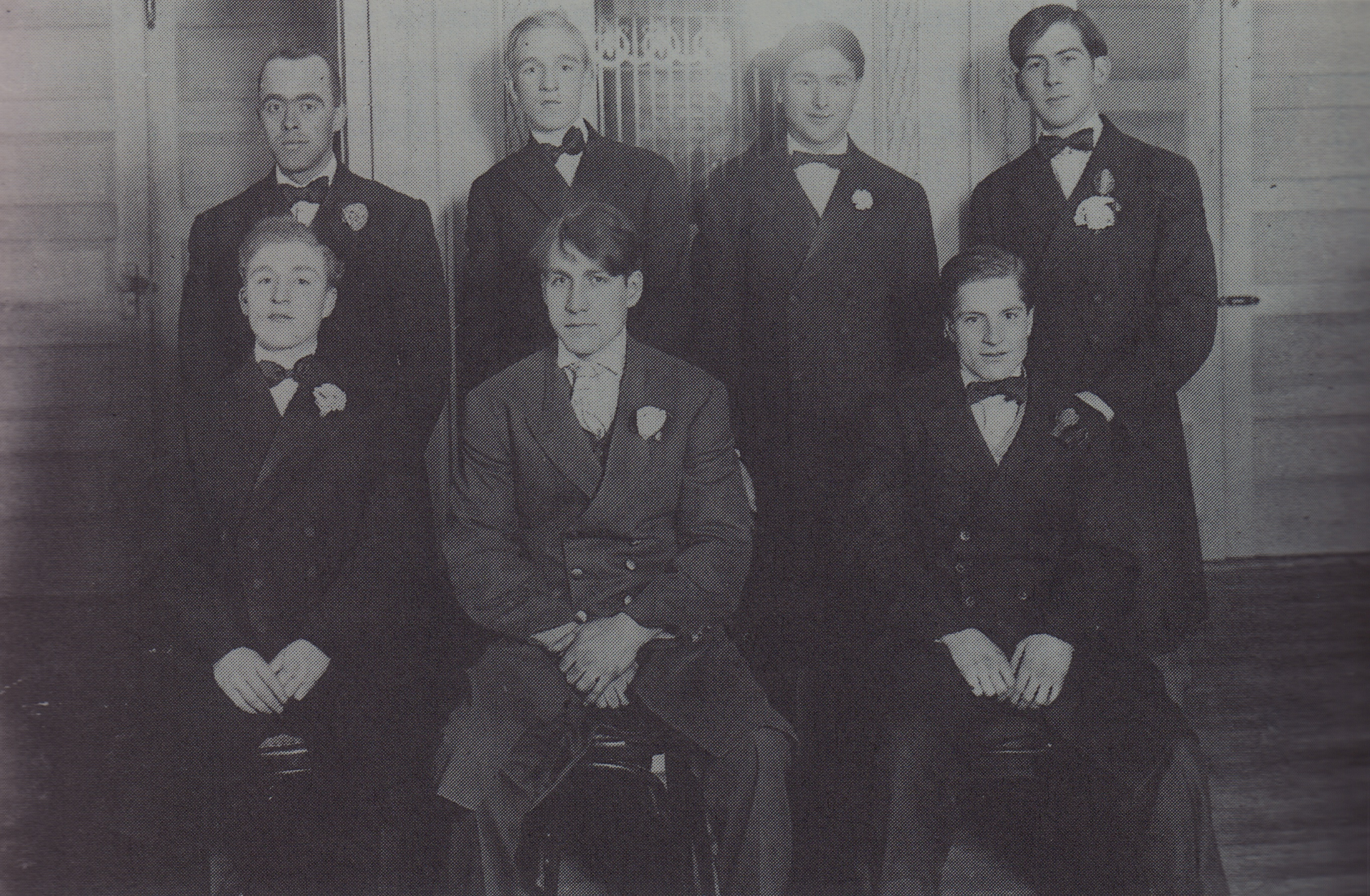
Капельдинеры в 1915 году

Во время становления современной системы кинопроката в США (1920-е годы), капельдинеры выполняли важные функции:
- вели учёт заполненности залов и направляли зрителей к свободным местам;
- помогали детям и пожилым людям;
- их присутствие подчёркивало роскошную атмосферу в театре.

Типичный американский кинотеатр того времени насчитывал от двадцати до сорока капельдинеров. Во время кризиса в начале 1930-х годов режим жёсткой экономии привёл, среди прочего, к массовым увольнениям капельдинеров.
В зависимости от требований времени, капельдинеры иногда выполняли необычные задачи:
- в начале XX века в США они отвечали за расовую сегрегацию зрителей в зале (с указанием подменять «белые» билеты темнокожих посетителей на билеты в «цветную» секцию)[4].
- в 1950—1960-х в США во время показов фильмов ужасов в некоторых кинотеатрах капельдинеров наряжали в костюмы чудовищ, и они бегали по проходам, стараясь напугать публику[5];

## Происхождение названия
Слово нем. Kapelldiener обозначало помощника руководителя оркестра, который занимался хозяйственными и техническими делами: нотами, свечами, настройкой инструментов. Например, Шуберт был капельдинером в оркестре венской семинарии (в этой должности он также дирижировал оркестром, когда Венцель Ружичка был занят при императорском дворе). Незначительность должности подчёркивается уровнем зарплаты: так в начале XVIII века при дворе Людвига VIII в Гессен-Дармштадте капельдинер получал 24 гульдена, в то время как гобоист 400—500 гульденов.
Будучи ответственными за состояние музыкальных инструментов, капельдинеры являлись авторами многих усовершенствований в конструкции инструментов.